# Šorašim
Šorašim (hebrejsky שורשים, doslova „Kořeny“, v oficiálním přepisu do  angličtiny Shorashim) je vesnice typu společná osada (jišuv kehilati) v Izraeli, v Severním distriktu, v Oblastní radě Misgav.

## Geografie
Leží v nadmořské výšce 132 metrů, v hornaté oblasti v centrální části Dolní Galileji, cca 18 kilometrů východně od břehů Středozemního moře a cca 25 kilometrů na západ od Galilejského jezera. Je situován jižně od okraje údolí Bejt ha-Kerem, na jižním úpatí hory Har Gilon, nad údolím vádí Nachal Chilazon, do kterého tu od jihu ústí vádí Nachal Avid.
Obec se nachází cca 100 kilometrů severovýchodně od centra Tel Avivu a cca 27 kilometrů severovýchodně od centra Haify. Šorašim obývají Židé, přičemž osídlení v tomto regionu je etnicky smíšené. 4 kilometry na jihozápad leží město Sachnin, které obývají izraelští Arabové. Pás arabských měst se nachází v jistém odstupu odtud rovněž na jihozápadní straně (například Tamra). Jediným větším židovským sídlem je město Karmiel 3 kilometry severovýchodně od osady. Krajina mezi těmito městskými centry je ovšem postoupena řadou menších židovských vesnic, které zde, západně a severozápadně od Sachninu vytvářejí souvislý blok. Vesnici Arab al-Na'im východně od Šorašim zase obývají arabsky mluvící Beduíni.
Obec Šorašim je na dopravní síť napojena pomocí lokální silnice číslo 784.

## Dějiny
Vesnice Šorašim byla založena v roce 1985. Vyrostla v rámci programu Micpim be-Galil, který vrcholil na přelomu 70. a 80. let 20. století a v jehož rámci vznikly v Galileji desítky nových židovských vesnic s cílem posílit židovské demografické pozice v tomto regionu a nabídnout kvalitní bydlení kombinující výhody života ve vesnickém prostředí a předměstský životní styl.
Počátky této obce ale sahají do roku 1980, kdy se v této lokalitě usadili židovští přistěhovalci ze severní Ameriky sdružení do skupiny Sof Ma'arav (סוף מערב). Nejprve pobývali v provizorních příbytcích, do trvalého osídlení na nynějším místě se přestěhovali v roce 1985. Původně byla tato vesnice organizována jako mošav. Osada byla navržena jako ekologicky šetrná, s využitím původní vegetace, tedy bez trávníkových ploch okolo jednotlivých domů. V roce 1993 byl mošav Šorašim změněn na společnou osadu a obyvatelé vykoupili své domy do osobního majetku.
V Šorašim stojí synagoga, fungují zde zařízení předškolní péče o děti. Základní škola je v nedaleké vesnici Gilon. Většina obyvatel pracuje ve školství, službách a mnoho jich za prací dojíždí mimo obec.
Vesnice má výhledově dosáhnout větší populace. Ta se má zvýšit ze stávajících více než 50 na 200 rodin. V současnosti probíhá stavební expanze, nabízí se zde 60 stavebních parcel.

## Demografie
Obyvatelstvo Šorašim je smíšené, tedy sekulární a nábožensky orientované. Podle údajů z roku 2014 tvořili populaci v Šorašim Židé (včetně statistické kategorie "ostatní", která zahrnuje nearabské obyvatele židovského původu ale bez formální příslušnosti k židovskému náboženství).
Jde o menší sídlo vesnického typu s dlouhodobě rostoucím počtem obyvatel. K 31. prosinci 2014 zde žilo 464 lidí. Během roku 2014 populace stoupla o 7,7 %.
| Rok            | 1995 | 2001 | 2003 | 2004 | 2005 | 2006 | 2007 | 2008 | 2009 | 2010 | 2011 | 2012 | 2013 | 2014 |
| -------------- | ---- | ---- | ---- | ---- | ---- | ---- | ---- | ---- | ---- | ---- | ---- | ---- | ---- | ---- |
| Počet obyvatel | 222  | 235  | 230  | 250  | 261  | 276  | 293  | 316  | 296  | 334  | 372  | 398  | 431  | 464  |